# 高沟镇 (无为市)
高沟镇，是中华人民共和国安徽省芜湖市无为市下辖的一个乡镇级行政单位。高沟镇是中国闻名的电缆之乡，是芜湖四大支柱产业中电缆产业的发源地。

## 行政区划
高沟镇下辖以下地区：
龙庵社区、新沟社区、高沟社区、健全村、新青村、古城村、隆兴村、骆家套村、群英村和定兴村。